# David Rockefeller
David Rockefeller (Ciutat de Nova York, 12 de juny de 1915 - Ciutat de Nova York, 20 de març de 2017) fou un empresari i banquer estatunidenc, patriarca de la coneguda família Rockefeller. Era fill de John D. Rockefeller Jr. i net del multimilionari magnat petrolier John D. Rockefeller, el fundador de l'empresa Standard Oil.
Va tenir quatre germans: Abby, John D. Tercer, Nelson, Laurance i Winthrop.

## Inicis
Va néixer a Nova York, el 12 de juny de 1915 al número 10 de la West Fifty-fourth Street, en una mansió de nou plantes propietat del seu pare, que aleshores era la residència privada més gran de la ciutat. Posteriorment, l'edifici es convertiria, gràcies a la donació de la família, en el Museu d'Art Modern de Nova York.
La seva infantesa va transcórrer a la gran propietat familiar de Pocantico, on els Rockefeller rebien visitants honorables, com l'Almirall Richard Byrd (les seves expedicions, van ser patrocinades pel seu pare) o el conegut aviador Charles Lindbergh.
L'any 1936 es va graduar cum laude a la Universitat Harvard, i posteriorment va realitzar un any d'estudis a la London School of Economics, la qual estava fortament vinculada a la família a través del seu pare i de la fundació Rockefeller. Va ser en aquesta escola on va conèixer per primera vegada a John F. Kennedy, encara que els dos havien estudiat a Harvard, i fins i tot va tenir una curta relació amb sa germana Kathleen. L'any 1940, va obtenir el seu doctorat a la Universitat de Chicago (creada per la família l'any 1889) amb una tesi que tractava sobre Recursos en desús i pèrdua econòmica. Aquell mateix any volent guanyar experiència a l'administració central, es va convertir durant divuit mesos en secretari de l'alcalde de Nova York Fiorello La Guardia, lloc totalment voluntari, ja que se li pagava simbòlicament pels seus serveis un dòlar per any.
L'any 1943 es va allistar a l'exèrcit i va ingressar a la Officer Candidate School, on va ser promocionat a capità l'any 1945. Durant la Segona Guerra Mundial va servir a França (parlava francès amb fluïdesa) i al Nord d'Àfrica dins de la intel·ligència militar, en la qual va establir unitats d'intel·ligència política i econòmica, simultàniament i durant sis mesos va fer d'agregat militar de l'ambaixada dels Estats Units a París. Durant aquest període va demanar ajuda a contactes familiars, va establir els seus propis vincles i va descobrir que la creació de contactes i enllaços tenia un alt potencial per a la seva posterior carrera com a banquer.

## Aficions
Es calcula que la seva riquesa neta era de 2,500 milions de dòlars, el que el situava en la posició 215 del rànquing dels més rics del món. Inicialment, la majoria de la seva riquesa provenia dels trusts familiars creats pel seu pare, que s'administraven des de l'habitació 5600 del Rockefeller Center i el Chase Bank. Una altra part de les seves riqueses era la seva gran col·lecció d'art que inclou obres modernistes i impressionistes. L'any 1998, David i altres membres de la família eren encara accionistes minoritaris de la companyia sorgida de Standard Oil, Exxon Mobil.